# Протеїзм
Протеїзм — прагнення до самовдосконалення, до пізнання законів розвитку природи та суспільства, до постійної зміни своєї духовної сутності. (Протей — божество у давньогрецькій міфології, що мало здатність змінювати свій вигляд і мало дар пророцтва). Тип світогляду, що склався до початку XXI століття і відкриває собою третє тисячоліття. Протеїзм — це усвідомлення того, що ми живемо на самому початку невідомої цивілізації; що людство доторкнулося до якихось невідомих джерел сили, енергії, знань, які можуть зрештою знищити його; що всі досягнення цивілізації — це лише слабкі прообрази того, чим загрожують інфо-та біотехнології майбутнього. Протеїзм, як культурний рух, — це альтернатива тому «пост» (постмодернізм, постструктуралізм, постутопізм, постіндустріалізм…), яке відштовхувалося від минулого — і разом з тим було зачаровано ним, не могло відійти від нього. Натомість прото- порівнює себе з майбутнім та прийдешнім, а не з минулим.